# Samal Jesljamova
Samal Ilijaskyzy Jesljamova (Kazachs: Самал Ілиясқызы Есләмова, Samal Ilııasqyzy Eslamova; nabij Petropavl, 1 september 1984) is een Kazachse actrice.  In 2018 won Jesljamova de prijs voor de beste actrice op het Filmfestival van Cannes, voor de film Ayka. In deze film speelde Jesljamova de rol van een arbeidsmigrant uit Kirgizië, die uit armoede genoodzaakt werd om haar kind achter te laten in het ziekenhuis.

## Filmografie
- Tulpan (2008) als Samal
- Ayka (2018) als Ayka
- The Horse Thieves. Roads of Time (2019) als Aigal